# Holeby Sogn
Holeby Sogn er et sogn i Maribo Domprovsti (Lolland-Falsters Stift).
I 1800-tallet var Bursø Sogn anneks til Holeby Sogn. Begge sogne hørte til Fuglse Herred i Maribo Amt. Holeby-Bursø sognekommune blev ved kommunalreformen i 1970 kernen i Holeby Kommune, der ved strukturreformen i 2007 indgik i Lolland Kommune.
I Holeby Sogn ligger Holeby Kirke.
I sognet findes følgende autoriserede stednavne:
- Holeby (bebyggelse, ejerlav)
- Højbygårdshuse (bebyggelse)
- Nybøllegård (ejerlav, landbrugsejendom)
- Ramsherred (bebyggelse)
- Råhavegård (landbrugsejendom)
- Vesterby (bebyggelse)
- Annasminde (landbrugsejendom)